# Willi Danklmaier
Willi Danklmaier (* Juli 1963) ist ein ehemaliger österreichischer Naturbahnrodler aus der Steiermark. Er startete sowohl im Einsitzer als auch im Doppelsitzer und gewann jeweils zwei Medaillen bei Welt- und Europameisterschaften sowie eine Medaille bei Junioreneuropameisterschaften. Im Weltcup erreichte er zwei Podestplätze.

## Karriere
Der für den WSV Liezen startende Danklmaier erzielte von den späten 1970er-Jahren bis in die Mitte der 1990er-Jahre mehrere Erfolge bei Großereignissen. Die erste Medaille gewann er 1979 zusammen mit seinem Bruder Manfred bei der Junioreneuropameisterschaft in Liezen. Hinter dem italienischen Doppel Hellweger/Oberhammer belegten sie den zweiten Platz.
In der Allgemeinen Klasse gewann Danklmaier bei der Europameisterschaft 1981 in Niedernsill wieder zusammen mit seinem Bruder die Bronzemedaille im Doppelsitzer, zwei Jahre später verfehlten sie als Vierte bei der Europameisterschaft 1983 in St. Konrad nur knapp eine weitere Medaille. Bei der Weltmeisterschaft 1984 in Kreuth gewann Danklmaier die Bronzemedaille im Einsitzer hinter Alfred Kogler und Giuseppe Cerise, zwei Jahre später wurde er bei der Weltmeisterschaft 1986 in Fénis Achter und erzielte beim Europapokal in Inzing den dritten Platz im Einsitzer. Während der nächsten Jahre blieb Dankmaier bei den Europameisterschaften nur knapp hinter den Medaillenrängen: 1987 wurde er in Jesenice Vierter im Einsitzer, 1989 in Garmisch-Partenkirchen Fünfter im Einsitzer und zusammen mit Gerhard Hirzegger auch Fünfter im Doppelsitzer und 1991 in Völs am Schlern wiederum Fünfter im Einsitzer.
Die nächste Medaille gewann Danklmaier bei der Weltmeisterschaft 1992 in Bad Goisern, als er hinter Gerhard Pilz Zweiter im Einsitzer wurde. Dieselbe Platzierung erreichte er auch bei der Europameisterschaft 1993 in Stein an der Enns, diesmal hinter dem Italiener Anton Blasbichler. Bei der Weltmeisterschaft 1994 in Gsies wurde er Siebenter und bei der Europameisterschaft 1995 in Kandalakscha Vierter im Einsitzer. Im Weltcup, der seit 1992/1993 ausgetragen wird, erzielte er in diesem ersten Winter den sechsten Gesamtrang und ein Jahr später mit einem zweiten Platz in Völs am Schlern und einem dritten Platz in Szczyrk den fünften Gesamtrang im Einsitzer.

## Sportliche Erfolge

### Weltmeisterschaften
- Kreuth 1984: 3. Einsitzer
- Fénis-Aosta 1986: 8. Einsitzer
- Bad Goisern 1992: 2. Einsitzer
- Gsies 1994: 7. Einsitzer

### Europameisterschaften
- Niedernsill 1981: 3. Doppelsitzer (mit Manfred Danklmaier)
- St. Konrad 1983: 4. Doppelsitzer (mit Manfred Danklmaier)
- Jesenice 1987: 4. Einsitzer
- Garmisch-Partenkirchen 1989: 5. Einsitzer, 5. Doppelsitzer (mit Gerhard Hirzegger)
- Völs am Schlern 1991: 5. Einsitzer
- Stein an der Enns 1993: 2. Einsitzer
- Kandalakscha 1995: 4. Einsitzer

### Junioreneuropameisterschaften
- Liezen 1979: 2. Doppelsitzer (mit Manfred Danklmaier)
- Stumm 1981: 13. Einsitzer
- Fénis/Chambave 1982: 7. Einsitzer, 9. Doppelsitzer (mit Harald Rabitsch)

### Weltcup
- Saison 1992/1993: 6. Gesamtrang im Einsitzer
- Saison 1993/1994: 5. Gesamtrang im Einsitzer
- 2 Podestplätze